# Hugo Blaschke
Hugo Johannes Blaschke, genannt Hugo Blaschke (* 14. November 1881 in Neustadt in Westpreußen; † 6. Dezember 1959 in Nürnberg), war ein deutscher Dentist und SS-Führer. Blaschke war zur Zeit des Nationalsozialismus „Leibzahnarzt“ Adolf Hitlers und während des Zweiten Weltkrieges „Oberster Zahnarzt“ beim Reichsarzt SS Ernst-Robert Grawitz.

## Leben

### Studium und Beruf
Blaschke, dessen Vater Zimmerermeister war, beendete seine Schullaufbahn in Berlin vor der Obersekunda. Nachdem er 1900 als Freiwilliger Militärdienst abgeleistet hatte, absolvierte er eine kaufmännische Lehre in Berlin, Paris und Genf. Von 1907 bis 1911 machte er eine Ausbildung zum Zahnarzt in Philadelphia und bildete sich danach in London im Bereich Kieferchirurgie weiter. Seine Ausbildung beendete er als „Dr. dent. surg“. Danach praktizierte er aufgrund fehlender Anerkennung seiner Ausbildung im Deutschen Reich als Dentist in Berlin, wo er in der Zahnarztpraxis eines kaiserlichen Hofzahnarztes tätig wurde. Am Ersten Weltkrieg nahm er zunächst als Ausbilder und schließlich als Dentist in Lazaretten teil. Nach Kriegsende übernahm er eine Zahnarztpraxis und war als niedergelassener Dentist am Kurfürstendamm tätig. Blaschke genoss einen ausgezeichneten Ruf. Ab Herbst 1930 ließen sich auf Empfehlung anderer Patienten auch NS-Größen wie Hermann Göring und Joseph Goebbels von Blaschke behandeln.

### Als Hitlers Leibzahnarzt
Zum 1. Februar 1931 trat Blaschke der NSDAP (Mitgliedsnummer 452.082) und kurz darauf auch der SA bei.

„November oder Dezember 1933 wurde ich angerufen und man sagte mir, dass ich in die Reichskanzlei kommen solle. Hitler hätte Zahnschmerzen. Es war abends gegen 7 Uhr. Es wurde ein Wagen geschickt, ich nahm also meinen Instrumentenkoffer und fuhr hin. Ich diagnostizierte richtig, die Schmerzen hörten auf und ich wurde der große Mann. Für mich war es natürlich interessant, ein Staatsoberhaupt zu behandeln.“

Blaschke war schließlich bis Frühjahr 1945 Hitlers behandelnder Zahnarzt. Hitler war mit Blaschkes Behandlung außerordentlich zufrieden. Blaschke erhielt auf Weisung Hitlers zunächst den Titel eines „Dr. med. dent“, da sein in den USA erworbener Doktorgrad in Deutschland nicht anerkannt war. Ab Juni 1943 durfte Blaschke den Titel eines Professors führen. Während des Zweiten Weltkrieges wurde Blaschke Ende August 1943 zum Obersten Zahnarzt beim Reichsarzt SS ernannt. Neben Hitler behandelte Blaschke als Zahnarzt auch Martin Bormann und Eva Braun.
Im Mai 1935 trat Blaschke der SS bei (SS-Nummer 432.082). Er leitete ab 1935 die Abteilung Zahnärztlicher Gesundheitsdienst im Stab des Reichsführers SS. In der SS erreichte Blaschke Anfang Oktober 1944 den Rang eines SS-Brigadeführers. Zudem wurde er ebenfalls 1944 Generalmajor der Waffen-SS. Blaschke wurde mit dem Kriegsverdienstkreuz I. und II. Klasse jeweils mit Schwertern ausgezeichnet.

### Nach Kriegsende
Während der Schlacht um Berlin konnte sich Blaschke im April 1945 in Richtung Süddeutschland absetzen. Blaschkes ehemalige Zahnarztpraxis am Kurfürstendamm wurde nach der Befreiung vom Nationalsozialismus von dem jüdischen Zahnarzt Fedor Bruck übernommen. Bruck war es mehrere Jahre lang gelungen, in Berlin unterzutauchen und so der Deportation zu entgehen. Den Ratschlag, die Praxis zu übernehmen, bekam er von Käthe Heusermann, die seit 1937 Blaschkes Zahnarzthelferin war. Bruck hatte zuvor Heusermann in Berlin aufgesucht, da sie vor 1937 wiederum Brucks Assistentin in Liegnitz gewesen war. In Anwesenheit Brucks vernahmen Angehörige des NKWD Heusermann, um durch ihre Aussage das Gebiss Hitlers mit Sicherheit bestimmen zu können. Heusermann wurde danach in Ermangelung zahnärztlicher Unterlagen zur Reichskanzlei gebracht, wo sie Teile eines Gebisses als jenes von Hitler identifizieren konnte. Sowohl Heusermann als auch Blaschkes ehemaliger Zahntechniker Fritz Echtmann wurden danach bis in die 1950er Jahre in die Sowjetunion verschleppt, da sie Hitlers Tod eindeutig bezeugen konnten.
Blaschke selbst wurde noch im Mai 1945 durch Angehörige der US-Armee in Süddeutschland festgenommen. In dem alliierten Internierungslager für NS-Prominenz in Nürnberg-Langwasser verbrachte Blaschke als Hauptschuldiger seine Haftzeit. Nach einer Anfrage durch die Sowjetische Militäradministration musste Blaschke zur Identifikation von Hitlers Leiche aus Gips das Gebiss von Hitler nachbilden. Das aus dem Gedächtnis gefertigte Gipsgebiss stimmte mit dem Gebiss Hitlers, das sich in sowjetischem Gewahrsam befand, überein. Blaschke wurde auch im Rahmen der Nürnberger Prozesse vernommen und zur Identifizierung prominenter Nationalsozialisten herangezogen. Ende September 1948 wurde Blaschke von einer Nürnberger Spruchkammer zu drei Jahren Zwangsarbeit verurteilt. Mitte Dezember 1948 erfolgte Blaschkes Entlassung aus der Internierung. Im Rahmen der Entnazifizierung wurde er Anfang Juni 1949 – unter Einräumung einer zweijährigen Bewährungsfrist – nicht mehr als Hauptschuldiger, sondern nur noch als „Minderbelasteter“ eingestuft. Damit galt er nur noch als „Mitläufer“.
Danach heiratete er zum zweiten Mal und ließ sich in Nürnberg nieder, wo er wieder als Zahnarzt arbeitete. Eine geplante Auswanderung konnte Blaschke nicht realisieren und ein entwickeltes Patent („Ärztliches Gerät zur schmerzlosen Behandlung von lebenden Organen, insbesondere Zähnen“) nicht am Markt platzieren. Nach Menevse Deprem-Hennen starb Blaschke am 15. September 1960 in Nürnberg. Ernst Klee und Traudl Junge geben hingegen den 6. Dezember 1959 an.

## Wertungen
Blaschke wird in einer Dissertation zum Dr. med. dent. (von Menevse Deprem-Hennen 2007) als ambivalente Persönlichkeit geschildert. Einerseits war Blaschke enger Vertrauter Hitlers, der auch von SS-Bonzen geschätzt wurde. In seiner Funktion als Angehöriger der Dienststelle „Reichsarzt SS und Polizei“ war er am Aufbau von Zahnstationen in Konzentrationslagern beteiligt und verwandte auch Zahngold ermordeter Juden für seine Zahnbehandlungen. Andererseits soll Blaschke seinen gelähmten jüdischen Vermieter, in dessen Villa er wohnte, während Bombenangriffen auf Berlin in Sicherheit gebracht haben.